# クロリッキー健
クロリッキー 健（くろりっきー けん、1996年3月15日 - ）は、東京都出身のサッカー選手。ポジションはMF。

## クラブ歴

### 大学以前
東京都に生まれ、幼少の頃に北九州市に移住。高校1年の頃にミシガン州へと渡米した。ミシガン州立大学では応用工学を専攻した。
サッカーに関しては、2011年にカントン高校でミシガン州リーグを制覇、2012年にミシガン・ジャガーズで全米U-16選手権を制覇。2013年から翌年にかけてはクルー・アカデミー・ウルヴズのU-16とU-18のチームでプレーした。
大学リーグではミッドフィールダーとしてプレー。合計81試合、うちスターティングメンバーは67試合の出場、7得点14アシストの結果を残した。中西部ベストイレブン、大学ベストテンに選出されるなど高い評価も受けた。
大学以外でもUSLプレミアデベロップメントリーグに所属するK-WユナイテッドFCでプレーした。ここではニューヨーク・レッドブルズU-23に勝利する功績を残した。

### プロ
2018年1月21日、モントリオール・インパクトはドラフトの3巡目、全体としては53位で彼を指名した。2月28日にはそのままクラブとサインした。3月4日にプロ初出場を記録。

## 家族
東京都生まれ。父はポーランド系米国人で、母は日本人。日本国籍の他、米国籍も保有している。また姉と兄がいる。